# دنیلو،شاهزاده مونته‌نگرو
دنیلو، شاهزاده مونته‌نگرو (سیریلیک صربی: Данило I Петровић-Његош؛ ۲۵ مهٔ ۱۸۲۶ – ۱۳ اوت ۱۸۶۰) شاهزاده حاکم مونته‌نگرو از 1851 تا 1860 بود. آغاز سلطنت او گذار مونته نگرو از شکل حکومت باستانی (شاهزاده-اسقف اعظم) به پادشاهی سکولار بود.
ی در سال 1852 با امپراتوری عثمانی درگیر جنگ شد دانیلو ، با کمک برادر بزرگترش ، وویوده میرکو ، عثمانی ها را شکست داد.شهر دانیلوگگراد به نام او نامگذاری شده است.